# Mystère
Mystère é um show permanente do Cirque du Soleil apresentado no Treasure Island Hotel em Las Vegas, Estados Unidos. É o 5º show da companhia residente em Las Vegas, os demais são Ó, LOVE, KÀ e Zumanity. O primeiro show foi apresentado em 25 de Dezembro de 1993. como em outras produções do Cirque du Soleil, Mystère faz uma mistura de acrobacia, ginástica, dança, ópera, música new age e comédia.

## Trilha Sonora
A trilha sonora de Mystère foi composta por René Dupéré e lançada em CD em 1994, totalmente gravada em estúdio.Em 1996 foi lançada uma segunda trilha sonora gravada ao vivo, que além de conter os temas originais de Dupéré, incluiu alguns novos temas de autoria de Benoit Jutras para os novos atos que foram adicionados ao show.
Trilha Sonora de 1994
- Égypte (Chinese Poles)
- Rumeurs (Manipulation)
- Birimbau (Flying Trapeze)
- Kunya Sobé (Bungee)
- En Ville (Trampoline/Fast Track/Korean Plank)
- Ulysse (Hand-To-Hand)
- Rondo (Chinese Poles)
- Caravena (Trapeze Net)
- Kalimando (Bungee)

Trilha Sonora de 1996 (Ao Vivo)
- Ouverture Ramsani (Opening)
- Misha (Aerial Cube)
- Égypte (Chinese Poles)
- Rondo Double Face (Chinese Poles/Handbalancing)
- Ulysse (Hand-To-Hand)
- Dôme (Interlude)
- Kalimando (Bungee)
- Kunya Sobé (Bungee)
- En ville / Frisco (Trampoline/Fast Track/Korean Plank)
- Gambade (Interlude)
- High Bar (Aerial HighBars)
- Taïko (Taïko)
- Finale (Final)

## Atos
- Opening (Clowns)
- Aerial Cube
- Chinese Poles
- Hand-To-Hand
- Bungee
- Trampoline/Fast Track/Korean Plank
- Aerial Highbars
- Taïko

## Ver Também
- Cirque Du Soleil

## Links
- Página Oficial do espetáculo Mystère